# Vlag van IJlst

Vlag van de gemeente IJlst
(tot 1984)

De vlag van IJlst is op onbekende datum bij raadsbesluit vastgesteld als de gemeentelijke vlag van de Friese gemeente IJlst (Fries: Drylts). De vlag wordt als volgt beschreven:
Drie banen van geel en blauw met een hoogteverhouding van 1:3:1; met op de blauwe baan aan de broekingzijde een gele kogge met zeil en wimpel.
De kogge is ontleend aan een oud zegel van de stad, waarvan ook het gemeentewapen is afgeleid.
Per 1 januari 1984 is de gemeente IJlst opgegaan in de gemeente Wymbritseradeel. De gemeentevlag van IJlst is hierdoor komen te vervallen. Het koggeschip van IJlst verscheen op het wapen en de vlag van Wymbritseradeel. Op 1 januari 2011 is Wymbritseradeel opgegaan in de nieuw opgerichte gemeente Súdwest-Fryslân.

## Verwante afbeeldingen

Wapen van IJlst
Vlag van Wymbritseradeel

Aengwirden 
· Baarderadeel 
· Barradeel 
· het Bildt 
· Bolsward 
· Boornsterhem 
· Dokkum 
· Dongeradeel 
· Doniawerstal 
· Ferwerderadeel 
· Franeker 
· Franekeradeel 
· Gaasterland 
· Gaasterland-Sloten 
· Haskerland 
· Hemelumer Oldeferd 
· Hennaarderadeel 
· Hindeloopen 
· Idaarderadeel 
· IJlst 
· Kollumerland en Nieuwkruisland 
· Leeuwarderadeel 
· Lemsterland 
· Littenseradeel 
· Menaldumadeel 
· Nijefurd 
· Oostdongeradeel 
· Rauwerderhem 
· Schoterland 
· Skarsterlân 
· Sloten 
· Sneek 
· Stavoren 
· Terschelling en Vlieland 
· Utingeradeel 
· Westdongeradeel 
· Wonseradeel 
· Workum 
· Wymbritseradeel